# Pavlovac (gmina Topola)
Pavlovac (cyr. Павловац) – wieś w Serbii, w okręgu szumadijskim, w gminie Topola. W 2011 roku liczyła 55 mieszkańców.